# Thoralf Kristiansen
Thoralf Kristiansen (Stavanger, 1900. április 22. – ?, 1954. április 2.) norvég nemzetközi labdarúgó-játékvezető.

## Pályafutása

### Nemzeti játékvezetés
Nemzeti labdarúgó-szövetségének megfelelő játékvezető bizottsága minősítése alapján 1929-ben lett az 1. Liga játékvezetője. A nemzeti játékvezetéstől 1949-ben vonult vissza.

#### Nemzeti kupamérkőzések
Vezetett kupadöntők száma: 1

##### Norvég labdarúgókupa
| Időpont            | Helyszín                  | Mérkőzés típusa | Mérkőzés                      | Eredmény | Nézők száma |
| ------------------ | ------------------------- | --------------- | ----------------------------- | -------- | ----------- |
| 1929. október 20.. | Városi Stadion, Stavanger | döntő           | Sarpsborg 08 FF–FK Ørn-Horten | 2 – 1    | 13 000      |

### Nemzetközi játékvezetés
A Norvég labdarúgó-szövetség Játékvezető Bizottsága (JB) terjesztette fel nemzetközi játékvezetőnek, a Nemzetközi Labdarúgó-szövetség (FIFA) 1932-től tartotta nyilván bírói keretében. Több nemzetek közötti válogatott és klubmérkőzést vezetett, vagy működő társának partbíróként segített. A nemzetközi játékvezetéstől 1949-ben búcsúzott. Válogatott mérkőzéseinek száma: 10.

#### Olimpiai játékok
Az 1936. évi nyári olimpiai játékok labdarúgó tornájának végső szakaszát, ahol a FIFA JB bírói szolgálatra alkalmazta. Partbíróként nem vették igénybe szolgálatát.
| Időpont            | Helyszín                 | Mérkőzés típusa   | Mérkőzés      | Eredmény | Nézők száma |
| ------------------ | ------------------------ | ----------------- | ------------- | -------- | ----------- |
| 1936. augusztus 8. | Hertha-BSC Platz, Berlin | egyik negyeddöntő | Peru–Ausztria | 4 – 2    | 5 000       |